# Auguste Donny
Pour les articles homonymes, voir Donny.
Joseph Augustin Donny, dit Auguste Donny, est un skipper français né le 1er janvier 1851 à Béziers et mort le 22 septembre 1916 à Yport.

## Carrière
Auguste Donny participe aux deux courses de classe 2-3 tonneaux aux Jeux olympiques d'été de 1900, à bord de Mignon. Il remporte la médaille de bronze à l'issue de la seconde course et termine quatrième de la première épreuve.